# Sarah Bosetti

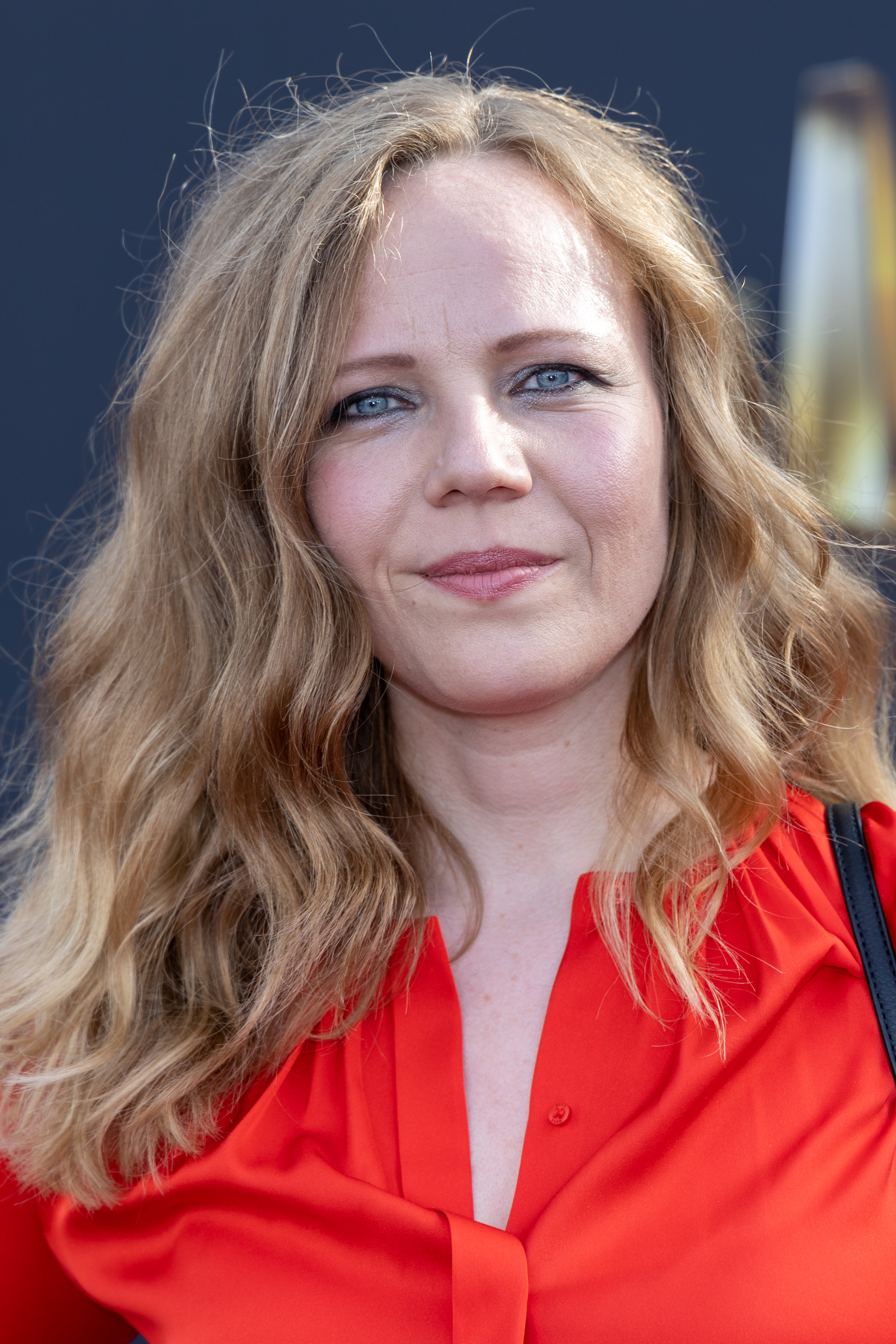
Sarah Bosetti, 2022

Sarah Bosetti (* 17. Februar 1984 in Aachen) ist eine deutsche Autorin, Satirikerin, Komikerin, Lyrikerin und Moderatorin.

## Leben
Bosetti wuchs in Aachen sowie in den niederländischen Ortschaften Vijlen und Vaals auf. Sie studierte von 2004 bis 2008 Filmregie in Brüssel an der flämischen Hogeschool Sint-Lukas und schloss mit dem Master ab.
Bosetti lebt in Berlin. Sie hat eine Tochter.

## Wirken
Bosettis Bühnenkarriere begann 2009 auf den Berliner Lesebühnen. 2010 gründete sie mit Jan von Im Ich, Daniel Hoth und Karsten Lampe die Lesebühne Couchpoetos, die bis 2021 monatlich in Berlin stattfand. 2013 wurde sie mit Daniel Hoth als Team Mikrokosmos deutschsprachige Vizemeisterin im Poetry Slam.
2014 erschien Bosettis erstes Buch Wenn ich eine Frau wäre. 2015 folgte der Roman Mein schönstes Ferienbegräbnis. 2017 verfasste sie Ich bin sehr hübsch, das sieht man nur nicht so im Rowohlt Verlag. Ebenfalls im Rowohlt Verlag erschienen die humoristischen Lyrikbände „Ich hab nichts gegen Frauen, Du Schlampe!“ – Mit Liebe gegen Hasskommentare (2020) sowie „Wer Angst hat, soll zuhause bleiben!“ – Poesie gegen Populismus (2023). Der neueste Titel schaffte es sofort nach Erscheinen auf Platz 15 der Spiegel-Bestsellerliste. Seit 2015 ist Bosetti wöchentliche Kolumnistin bei radioeins.
Seit September 2020 schreibt und moderiert sie das Format Bosetti will reden! für ZDFkultur, für das sie 2022 für den Deutschen Fernsehpreis nominiert wurde. Die Folgen sind in der ZDFmediathek und auf dem YouTube-Kanal Bosetti will reden! abrufbar. Im Oktober und November 2021 sendete der MDR ihre vierteilige Satire-Show Bosetti die Erste – Julius Fischer ist auch dabei. Seit dem 18. März 2022 moderiert sie den Podcast extra 3 – Bosettis Woche. Darüber hinaus gehört sie zum Ensemble von Extra 3 (NDR Fernsehen), ist regelmäßig in Fernsehsendungen wie Die Anstalt (ZDF), Ladies Night (ARD), Pufpaffs Happy Hour (3sat), Mitternachtsspitzen (WDR), Käpt’ns Dinner (NDR) und Maischberger zu Gast und tourt mit humoristischen Lesungen durch den deutschsprachigen Raum.
Seit Oktober 2023 moderiert sie mit Bosetti Late Night ihre eigene, monatliche Show auf 3sat. Im Gegensatz zu den meisten anderen Late-Night-Hosts schreibt sie alle Texte für die Sendung selbst. Bosetti Late Night ist seit 2024 zusätzlich zur linearen Ausstrahlung auf dem YouTube-Kanal Bosetti will reden! abrufbar. 2024 wurde Sarah Bosetti für Bosetti Late Night mit dem Grimme-Preis sowie dem Deutschen Fernsehpreis in der Kategorie „Beste Comedy/Late Night“ ausgezeichnet.

## Rezeption
Die Jury des Salzburger Stiers 2020 begründete ihre Entscheidung für Bosetti als Preisträgerin damit, dass „schöner und entlarvender [...] derzeit wohl niemand auf deutschen Bühnen den populistischen, lauten Stimmen den Wind aus den Segeln“ nehme.
Die Jury des Dieter-Hildebrandt-Preises 2021 attestierte Bosetti, „eine noch nie dagewesene Form des Kabaretts und der Satire“ entwickelt zu haben. „Ihre hochpolitischen Geschichten erzählt sie mit leiser, freundlicher, unaufdringlicher, aber eindringlicher Stimme“, schreibt die Jury. „Ihre Texte sind zeitgemäß, frisch, frech, kritisch, oft sehr böse und dabei überaus komisch.“
2021 erhielt Bosetti den Deutschen Kleinkunstpreis in der Kategorie „Kleinkunst“.
Für Kritik sorgte Bosetti mit einer im Dezember 2021 ausgestrahlten Folge ihres Formats Bosetti will reden!, in der sie Menschen, die die Gesellschaft spalten wollten, in einem satirischen Kommentar als „ziemlich weit rechts und ziemlich weit unten“ verortete, im „Blinddarm der Gesellschaft“, der „nicht essentiell für das Überleben des Gesamtkomplexes“ sei. Nachdem der Kolumnist Rainer Meyer („Don Alphonso“) Bosettis Wortwahl mit nationalsozialistischer Hassrede gleichgesetzt hatte, übernahm etwa der CDU-Politiker Arnold Vaatz diesen Vorwurf. Der Kolumnist Jan Fleischhauer attestierte ihr einen „Ton der Verachtung, mit dem über alle gesprochen wird, die abweichender Meinung sind“. Bosetti wies die Vorwürfe der Nazi-Diktion einige Tage nach Meyers Anwurf mit dem Video Die Blinddarm-Entschuldigung zurück. Sie sieht sich seitdem verstärkt Drohungen und Beleidigungen aus dem rechtsextremen sowie dem „Querdenken“-Lager ausgesetzt und steht in Kontakt mit den Sicherheitsbehörden.
Die Jury des Joachim-Ringelnatz-Preises 2023 befand, dass Bosetti „mit Eloquenz und Empathie redet, wenn ringsum geschwiegen, geschwindelt oder gedroht wird“.
Den Grimmepreis erhielt Bosetti 2024 mit der Jurybegründung: „Das klassische Late-Night-Konzept mit einer Mischung aus Monologen, Einspielern und Gästen hat die Satirikerin von Anfang an so sehr gesprengt, dass ihre Show binnen kürzester Zeit eine ganz eigene Dynamik entfaltet hat, die sie im deutschen Fernsehen unverwechselbar macht.“
Die Jury des Deutschen Fernsehpreises 2024 begründete ihre Entscheidung so: „Sie präsentiert sich als präzise Fragenstellerin und aufmerksame Zuhörerin, die auch an anderen Meinungen als der eigenen echtes Interesse zeigt.“
Am 22. März 2025 erhielt Bosetti den im Mainzer Unterhaus verliehenen Deutschen Kleinkunstpreis in der Kategorie „Kabarett“ für ihre Hasskommentare entwaffnende ironische Lyrik. Sie biete überdies dem gefährlichen Populismus mit seinen einfachen Antworten die Stirn, so die Jury. Des Weiteren betitelte die Jury Bosetti als eine der herausragendsten Kabarettistinnen unserer Zeit.

## Veröffentlichungen
- Wenn ich eine Frau wäre, Satyr Verlag, Berlin 2014, ISBN 978-3-944035-42-0.
- Mein schönstes Ferienbegräbnis, Ullstein Verlag, Berlin 2017, ISBN 978-3-548-28872-7.
- Ich bin sehr hübsch, das sieht man nur nicht so. Von einer, die auszog, das Scheitern zu lernen, Rowohlt Verlag, Reinbek 2017, ISBN 978-3-499-63317-1.
- „Ich hab nichts gegen Frauen, du Schlampe!“ Rowohlt Verlag, Hamburg 2020, ISBN 978-3-499-00191-8.
- „Wer Angst hat, soll zuhause bleiben!“ Rowohlt Verlag, Hamburg 2023, ISBN 978-3-499-01249-5.
- als Hrsg. mit Volker Surmann und Andreas Scheffler: Mit euch möchten wir alt werden: 30 Jahre Berliner Lesebühne. Satyr-Verlag, 2018, ISBN 978-3-947106-14-1.

## Auszeichnungen (Auswahl)
- 2019: WDR First Ladies Kabarettistinnenpreis (Jurypreis)[30]
- 2020: Salzburger Stier[31]
- 2021: Deutscher Kleinkunstpreis (Kategorie Kleinkunst)[32]
- 2021: Dieter-Hildebrandt-Preis[33]
- 2022: Deutscher Fernsehpreis (Nominierung)[34]
- 2023: Joachim-Ringelnatz-Preis[35]
- 2024: Grimme-Preis (Kategorie Beste Unterhaltung)[36]
- 2024: Ernst-Johann-Literaturpreis[37]
- 2024: Deutscher Fernsehpreis (Kategorie Beste Comedy/Late Night)[14]
- 2025: Deutscher Kleinkunstpreis (Sparte Kabarett)[38]